# Olivier Laouchez
 (juillet 2009).
Si vous disposez d'ouvrages ou d'articles de référence ou si vous connaissez des sites web de qualité traitant du thème abordé ici, merci de compléter l'article en donnant les références utiles à sa vérifiabilité et en les liant à la section « Notes et références ».
Olivier Laouchez, né le 11 juillet 1965 à L'Haÿ-les-Roses, est une personnalité française des médias.

## Biographie
Olivier Laouchez est né le 11 juillet 1965 à l’Haÿ-les-Roses (Val-de-Marne).
De 1970 à 1985 il vit en Martinique puis fait ses études à Paris où il obtient en 1988 son diplôme de l’École supérieure de commerce de Paris (options Affaires internationales et marketing). De 1988 à 1990, il travaille en Asie du Sud-Est pour le groupe Renault.[réf. souhaitée]
De retour en Martinique en 1990, il s’associe à des partenaires financiers (Crédit agricole et Groupama) et professionnels de l'audiovisuel pour fonder en 1993 Antilles Télévision (ATV), la première chaîne de télévision privée des Antilles, autorisée à émettre par CSA  un an plus tôt.
En 1998, il quitte les Antilles et se réinstalle à Paris afin de diriger Secteur Ä, le premier label de Hip Hop et de musiques urbains français indépendant.
Courant 2002, il trouve des investisseurs, le fond américain Urban Investment Group (Goldman Sachs) et des business partenaires (Claude Grunitzky, Richard Wayner et des partenaires privés) afin de co-investir dans une société hollandaise, Alliance TRACE Media BV. Avec les fonds de Goldman Sachs et de ses partenaires il rachète la marque et le magazine américaine « TRACE » puis la chaîne de télévision MCM Africa détenue par le groupe Lagardère.
Le 27 avril 2003, Olivier Laouchez lance la télévision Trace TV avec un format de chaîne consacrée aux musiques et aux cultures urbaines, qui connaît rapidement un véritable succès tant en France qu’à l’international. En 2010, associé au management de TRACE et à 2 fonds d'investissement, Olivier Laouchez rachète la participation de Goldman Sachs dans TRACE et prend le contrôle de la société[réf. souhaitée].
Olivier Laouchez, associé au management de Trace, reprend par LMBO en juillet 2010 avec les fonds d’investissement Citizen Capital et Entrepreneur Venture les parts détenu par Goldman Sachs dans Alliance Trace Media.
Fin 2012, le groupe TRACE était principalement constitué[réf. souhaitée] de :
- Trace Urban, la chaîne musicale Hip Hop et R&B, Trace Tropical, la chaîne des musiques tropicales, Trace Africa, la chaîne des musiques africaines et Trace Sports, la chaîne des célébrités sportives ;
- 3 radios TRACE FM dans la Caraïbe ;
- des services de téléphonie mobile à destination des jeunes ;
- des activités de production de programmes et d'événement ;
- des activités numériques.

En 2014, le groupe suédois MTG rachète 75 % du groupe TRACE et Olivier Laouchez conserve 25 % du capital avec le management de TRACE et le contrôle opérationnel de la société en qualité de Président Directeur Général[réf. souhaitée].
De 2014 à 2020, de nouvelles chaînes et radios sont lancées: Trace Mziki en Afrique de l'est, Trace Naija au Nigéria, Trace Toca en Angola et au Mozambique, Trace Gospel en Europe et en Afrique, Trace Brazuca au Brésil, Trace Muzika en Ethiopie, Trace Jama au Ghana, Trace Vanilla dans l'Océan Indien, Trace Kitoko au Congo, Trace Afrikora au Sénégal, Trace FM en Côte d'Ivoire, au Sénégal, au Kenya et en Haïti[réf. souhaitée].

## Filmographie

### Producteur
- 2024 : Zetwal Caraïbes[3]